# Ilustrowana Republika
Ilustrowana Republika (w latach 1923–1925: Republika) – dziennik wydawany w okresie II Rzeczypospolitej w Łodzi. Redakcja i administracja pisma mieściła się przy ulicy Piotrkowskiej 49.
Dziennik wydawany był przez akcyjne wydawnictwo prasowe „Republika”, założone łódzkiego przemysłowca (przem. włókienniczy) – Maurycego Ignacego Poznańskiego oraz dziennikarzy: Leszka Kirkiena, Mariana Nusbauma-Ołtaszewskiego i przedsiębiorcę Sergiusza Cynamona. Początkowo, w latach 1923–1925, był wydawany jako dziennika „Republika”.